# Eodorcadion oryx
Eodorcadion oryx är en skalbaggsart som först beskrevs av Jakovlev 1895.  Eodorcadion oryx ingår i släktet Eodorcadion och familjen långhorningar. Inga underarter finns listade i Catalogue of Life.